# Транспорт в Антигуа и Барбуде

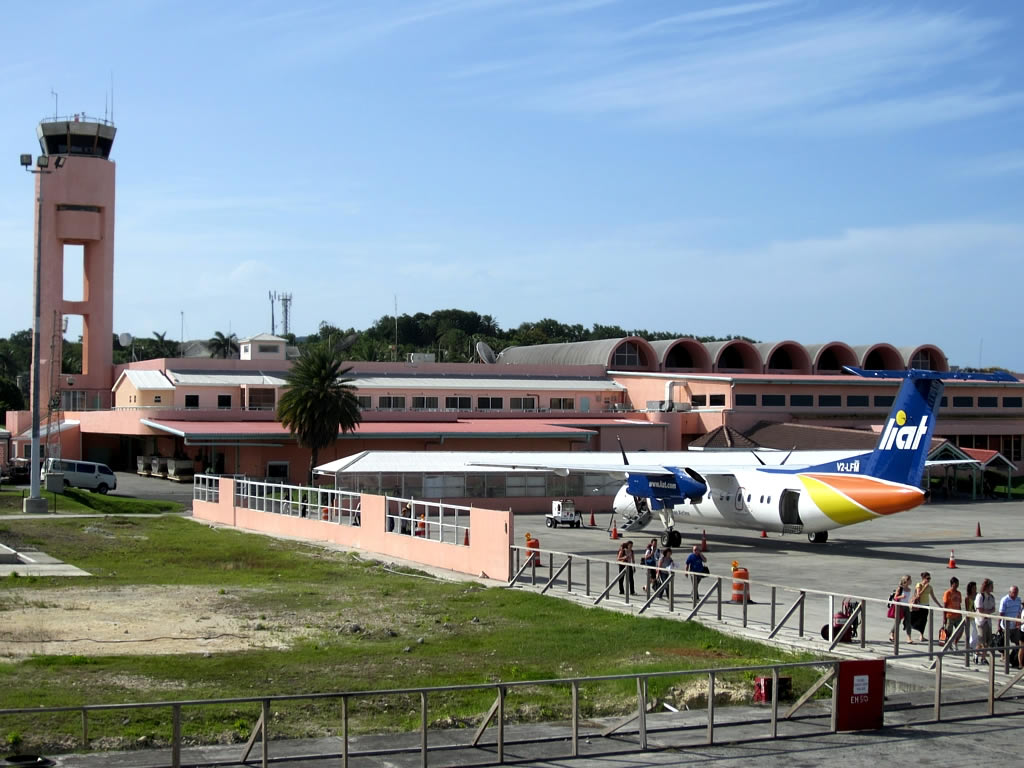
Международный аэропорт имени В. К. Бёрда

Движение в Антигуа и Барбуде — левостороннее (автомобильный руль справа). Автомобильные дороги — всего 1165 км, в том числе с твёрдым покрытием — 384 км.

## Общественный транспорт
На автобусе можно добраться из столицы в Фальмут (Falmouth) и Английскую гавань (English Harbour), это достаточно удобно и дёшево, всё путешествие занимает около получаса. В бухте Дикенсона (Dickenson Bay) и других курортных местах в северной части острова автобусов нет. По воскресеньям автобусов на территории острова очень мало.

## Авиационный транспорт
Международный аэропорт имени В. К. Бёрда находится в северо-восточной части острова Антигуа в 6 км к востоку от Сент-Джонса, из него ежедневно отправляются 20-минутные рейсы в аэропорт Кодрингтон на острове Барбуда.

## Такси
Также можно воспользоваться услугами такси, поездки на которых между основными пунктами оплачиваются по фиксированным расценкам. Помимо всего прочего, таксисты в Антигуа имеют квалификацию гидов для ознакомительных экскурсий.

## Железнодорожный транспорт
Не развит. Раньше существовало около 80 км узкоколейных железных дорог для плантаций сахарного тростника. Они больше не используются.